# Zits
Zits (engl. für Pickel) ist der Titel eines Comic-Strips von Jerry Scott und Jim Borgman, der 1997 begonnen wurde. Er behandelt die Alltagsprobleme eines amerikanischen Teenagers.

## Charaktere
Jeremy Schulze
Die Hauptfigur ist der 15-jährige Jeremy Schulze (im Englischen Jeremy Duncan). Seine Eltern haben seiner Meinung nach kein Verständnis für alle wichtigen und „coolen“ Dinge des Lebens. Sein Bruder ist nicht nur älter und in allem perfekt, er hat auch bereits den Bart, der bei Jeremy nicht sprießen will. Jeremy ist in einer Band, die sich jedoch weder bei ihren nächsten Anschaffungen, Mikrofon oder Nebelmaschine, noch dem Bandnamen entscheiden kann; meist nennt sie sich „Ziegenkäsepizza“.
Lisa
Lisa (im Englischen Sara) ist meistens Jeremys Freundin, auch wenn es in den Comics immer wieder längere Zeitspannen gibt, in denen sie, immer auf Lisas Wunsch hin, getrennt sind. Lisa ist ein Jahr älter als Jeremy und hat schon ihren Führerschein. Problematisch erweist sich der gemeinsame Spind mit Jeremy.
Roberto
Roberto (im Englischen Hector) ist Jeremys bester Freund, mit dem er einen alten VW reparieren will, um damit übers Land zu fahren. Bis dahin arbeiten sie unter anderem als Rettungsschwimmer, was Jeremys Mutter als gute Chance sieht, Verantwortung zu übernehmen. Jeremy und Roberto sehen es eher als Möglichkeit, Mädchen nachzuschauen. Auch er spielt in der Band „Ziegenkäsepizza“.
Pierce
Pierce ist ein ungewöhnlicher Freund von Jeremy, der als ausgezeichneter Schlagzeugspieler später in die Band aufgenommen wird. Pierce hat überall am Körper Piercings und ist in der Lage, anhand des Mundgeruchs einer Person ihr Frühstück zu erkennen. Er ist ein guter Kumpel und zeigt auch manchmal seine sentimentale Seite. Des Öfteren wird er als großer Tierfreund, umweltbewusst und Mainstreamkritisch dargestellt. Er ist mit D'Ebo zusammen. Er arbeitet nebenbei im Kino. Auch er ist Mitglied der Band „Ziegenkäsepizza“.
Die Eltern
Karin und Hajo (im Englischen Conni und Walt) versuchen ihr Bestes, gute Eltern zu sein, aber es fällt ihnen schwer, Jeremys Maßstäben gerecht zu werden. Er hätte es lieber, sie würden Abstand halten, doch seine Eltern wollen jedes Wochenende etwas mit ihm unternehmen. Hajo ist Kieferorthopäde und behandelt auch Lisa und Pierce, Karin ist Kinderpsychologin.
Phil
Phil (im Englischen Chad) ist der vier Jahre ältere Bruder von Jeremy. Er ist auf dem College und aus der Sicht von Jeremys Eltern perfekt. Er ist pickelfrei und hat ständig einen Notenschnitt von 1,0. Außerdem spielt er perfekt Basketball und ist Präsident des Studentenparlaments. Alle glauben, dass er mal erfolgreich sein wird.
D'Ebo
D'Ebo ist eine Freundin von Lisa. Die spezielle Schreibweise ihres Namens erklärt sie damit, dass es interessanter aussieht als Debo. Sie ist mit Pierce zusammen, obwohl sie sich regelmäßig vor seinen speziellen Talenten und Ideen ekelt. Manchmal scheint sie aber auch als einzige diese zu verstehen.

## Veröffentlichung
Der Comicstrip erschien ab 1997 in über 200 amerikanischen Zeitungen, vertrieben wird er vom King Features Syndicate. Inzwischen erscheinen die Strips in über 1500 Zeitungen weltweit und werden unter anderem ins Spanische, Portugiesische, Finnische und Chinesische übersetzt. 
Der Comicstrip erscheint auch auf Deutsch. Die Übersetzung der amerikanischen Serie ist bezüglich Namen und Orten inkonsequent. Zum Teil wurden sie eingedeutscht, manchmal aber auch wieder nicht. 
In den USA erschienen außerdem bisher zwölf Sammelbände mit jeweils Strips eines Jahres. Zehn der Bände sind auf Deutsch beim Achterbahn Verlag erschienen.

## Auszeichnungen
Der Autor Jerry Scott erhielt für Zits den Reuben Award 2001 der National Cartoonists Society. Im Jahr 2000 wurde der Comic mit dem Max-und-Moritz-Preis für den besten Comicstrip international ausgezeichnet.